# Trois Disques ou l'Homme (Calder)
Pour les articles homonymes, voir L'Homme.
Trois disques, nom actuel ( connu avant l'exposition sous le titre de L'Homme qui est le nom d'origine pour l'exposition) est une sculpture monumentale située à l'île Sainte-Hélène, plus précisément au parc Jean-Drapeau, à Montréal, Québec, Canada. L'œuvre fut créée et choisie parmi d'autres maquettes par l'artiste américain Alexander Calder à l'occasion de l'Exposition universelle de 1967. Elle demeure une des sculptures monumentales les plus grandes du XXe siècle et la plus importante pièce d'art public de la ville. Elle est un don de la société International Nickel Company of Canada pour l'Expo 67. La participation de l'artiste sera la quatrième à une exposition internationale après Bruxelles en 1958, New York en 1939 et Paris en 1937.  

## La réalisation de la sculpture
À l'origine, en 1966, l'oeuvre faisait partie d'une série de stabiles que Calder élaborait sous forme  de maquettes.  En 1966, La société International Nickel Company of Canada fut intéressée à voir les maquettes de l'artiste. Elle cherchait une sculpture monumentale pour la place d'accueil d'Expo 67. L'artiste leur présenta cette maquette. La société minière canadienne souhaitait mettre en valeur le nickel qu'elle produisait. Elle proposa donc à Calder de réaliser l'œuvre en acier inoxydable (alliage d'acier et de nickel) non poli et non peint plutôt qu'en fer peint comme il avait l'habitude de le faire pour ses stabiles. Calder accepta et elle fut baptisée "l'Homme" à la demande de l'exposition et du client.  
Il fut très motivé de construire son plus grand stabile à ce jour (plus de 20 mètres de hauteur). l'Homme devait être créé en 6 mois. Ce fut l'entreprise française de métallurgie Biémont de Tours qui le fabriqua. La réalisation de l'œuvre exigea plus de 70 000 kg de feuilles d'acier inoxydable et 4000 kg de boulons (d'après la Biographie de Calder) qu'on fit traverser de l'autre côté de l'océan, à l'usine de Tours, et la sculpture fut assemblée sur l'île Sainte-Hélène.

## La description de la sculpture
D'une hauteur de 21,3 mètres et d'un poids de 70 tonnes (d'après la Biographie de Calder) , cette imposante sculpture est devenue un des symboles de l'Exposition universelle de 1967, avec le dôme de Buckminster Fuller, appelé aujourd'hui la Biosphère, et Habitat 67. Trois disques ou l'Homme est le deuxième plus grand stabile de Calder, après El Sol Rojo de Mexico, qui fait plus de 24 mètres de hauteur.    
La sculpture monumentale fut conçue afin de résister à des vents de plus de 200 km/h. L'œuvre est constituée de cinq arches dont le sommet est orné de deux pointes et de trois disques. De forme abstraite et asymétrique, Trois disques ou l'Homme rappelle la silhouette de l'araignée. Elle représente le progrès et la puissance humaine. Même si plusieurs autres villes dans le monde possèdent un stabile, celui de Montréal se distingue par son fini. En effet, la sculpture n'a pas été peinte, ce qui en fait le seul exemplaire de stabile non peint. On peut donc admirer le matériau brut. Les éléments qui assemblent l'œuvre sont visibles, ainsi que les traces de sa fabrication. Le tout lui confère une esthétique manifestement industrielle.     
L'œuvre fût baptisée L'Homme à la création en lien avec le thème de l'Expo, Terre des Hommes. Malgré ce nom qu'on lui attribua et l'association anthropologique de certains qui croient voir une ressemblance avec l'humain, l'artiste, lui, affirme pourtant qu'il n'était intéressé que par l'exploration des formes géométriques et ne cherchait aucunement à ce que son stabile revête une apparence humaine.    
En 1967, l'œuvre a coûté 135 000 $ CAN (900 000 $ en 2013) à la société International Nickel Company of Canada. En 2013, elle a une valeur estimée entre 50 et 200 millions de dollars canadiens.

## L'histoire et la polémique entourant son déplacement

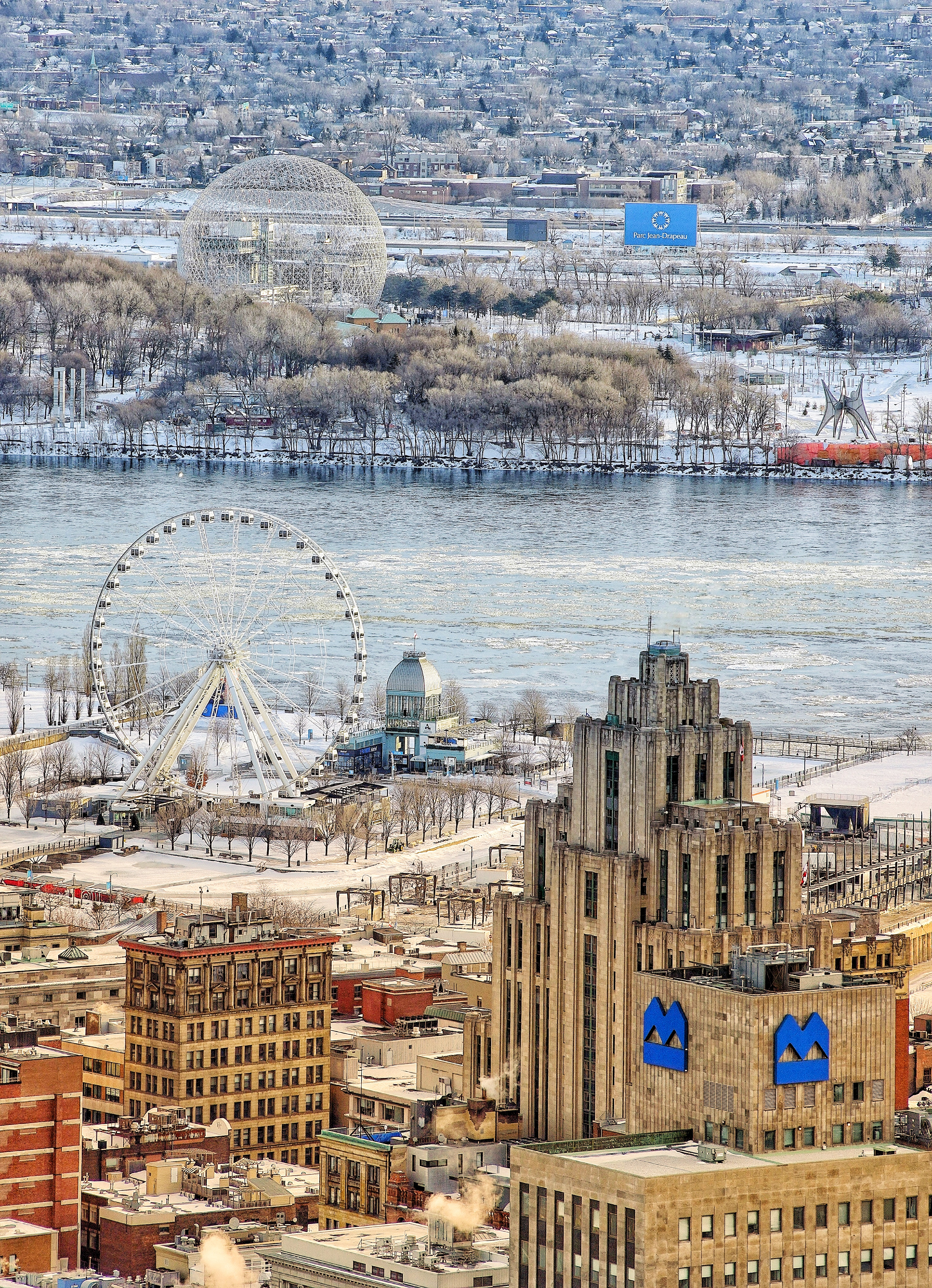
Vue sur la sculpture depuis l'observatoire de la Place Ville-Marie, février 2019.

En 1981, après que la ville ait décidé de fermer le site Terre des Hommes et rasé la plupart des pavillons de l'Expo 67, Trois disques (nouveau nom) se retrouva dans un lieu presque désert pendant près de vingt ans. Le site était jonché d'arbres et peu fréquenté du public puisque difficile d'accès. 
En 1989, la famille de Calder s'est plainte au maire de Montréal, Jean Doré, de l'état d'abandon du site où se trouvait Trois disques. Elle menaça le maire de rapatrier l'œuvre si rien n'était fait.
En 1991, Trois disques fut déplacé de son lieu d'origine (sur l'île Sainte-Hélène), un peu plus loin, sur le belvédère du parc Jean-Drapeau. Cela ne coûtait pas trop cher et permettrait notamment au public d'y accéder plus facilement et de l'admirer de près comme de loin. En effet, l'œuvre était maintenant visible du Vieux-Port de Montréal mais aussi de l'hôtel de ville d'où le maire pouvait la montrer aux visiteurs. L'œuvre est devenue un des repères visuels distinctifs de la ville. 
En 2013, le président du comité-conseil en art public à la ville de Montréal, Alexandre Taillefer, propose de délocaliser la sculpture de Calder afin de la mettre en valeur. Une polémique survient quant au nouvel emplacement possible. Plusieurs propositions sont faites notamment au centre-ville, au Vieux-port, sur la pointe du Havre (sur l'île Sainte-Hélène), au Parc Jeanne-Mance face au Mont Royal. 
Finalement, la sculpture restera sur l'île Sainte-Hélène. En 2013, les élus municipaux approuvèrent une motion du parti Projet Montréal qui prônait que la mise en valeur du stabile se fasse sur son lieu d'origine.

## Vues

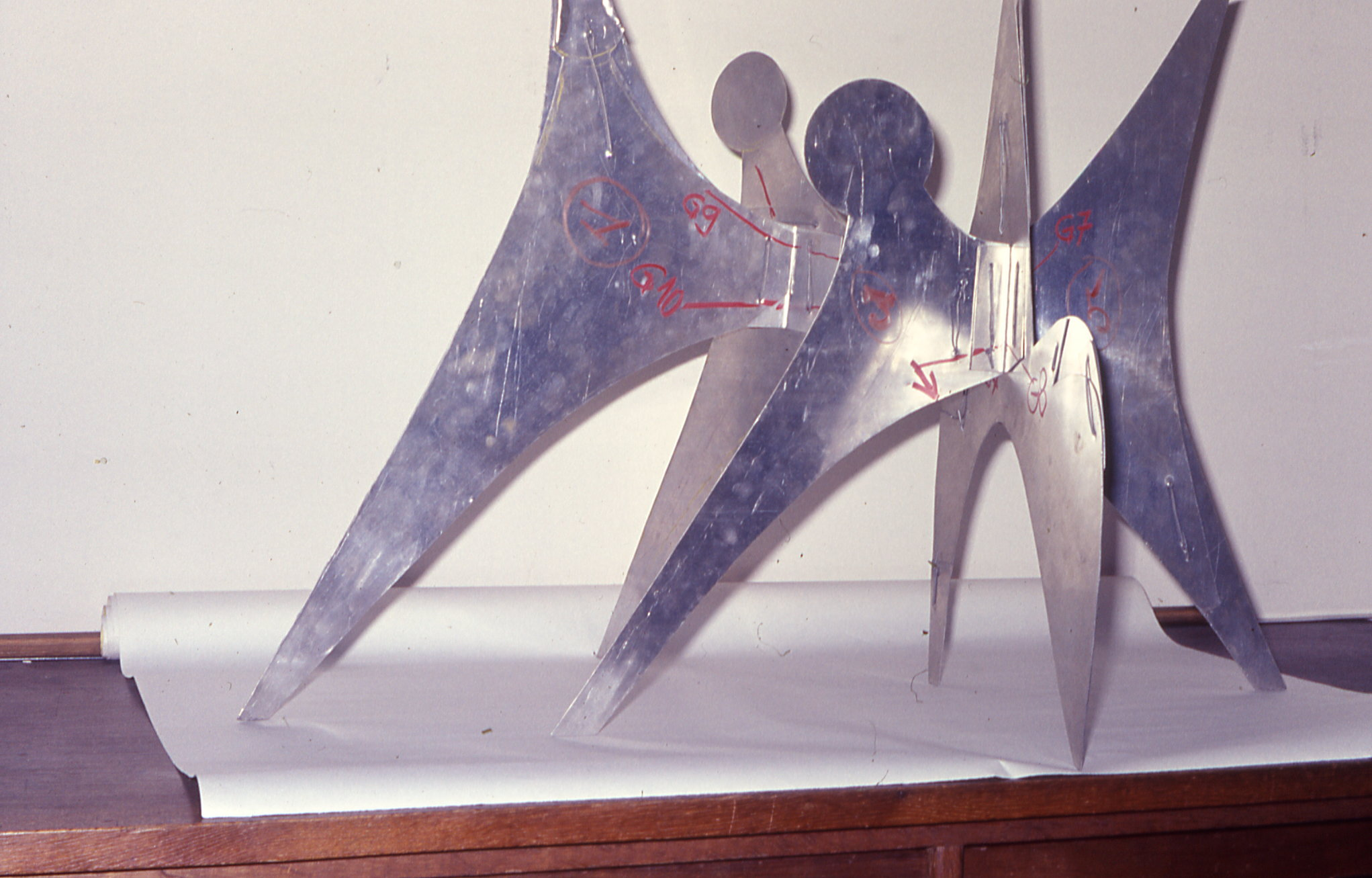
maquette originale en aluminium fournie aux Ets Biemont

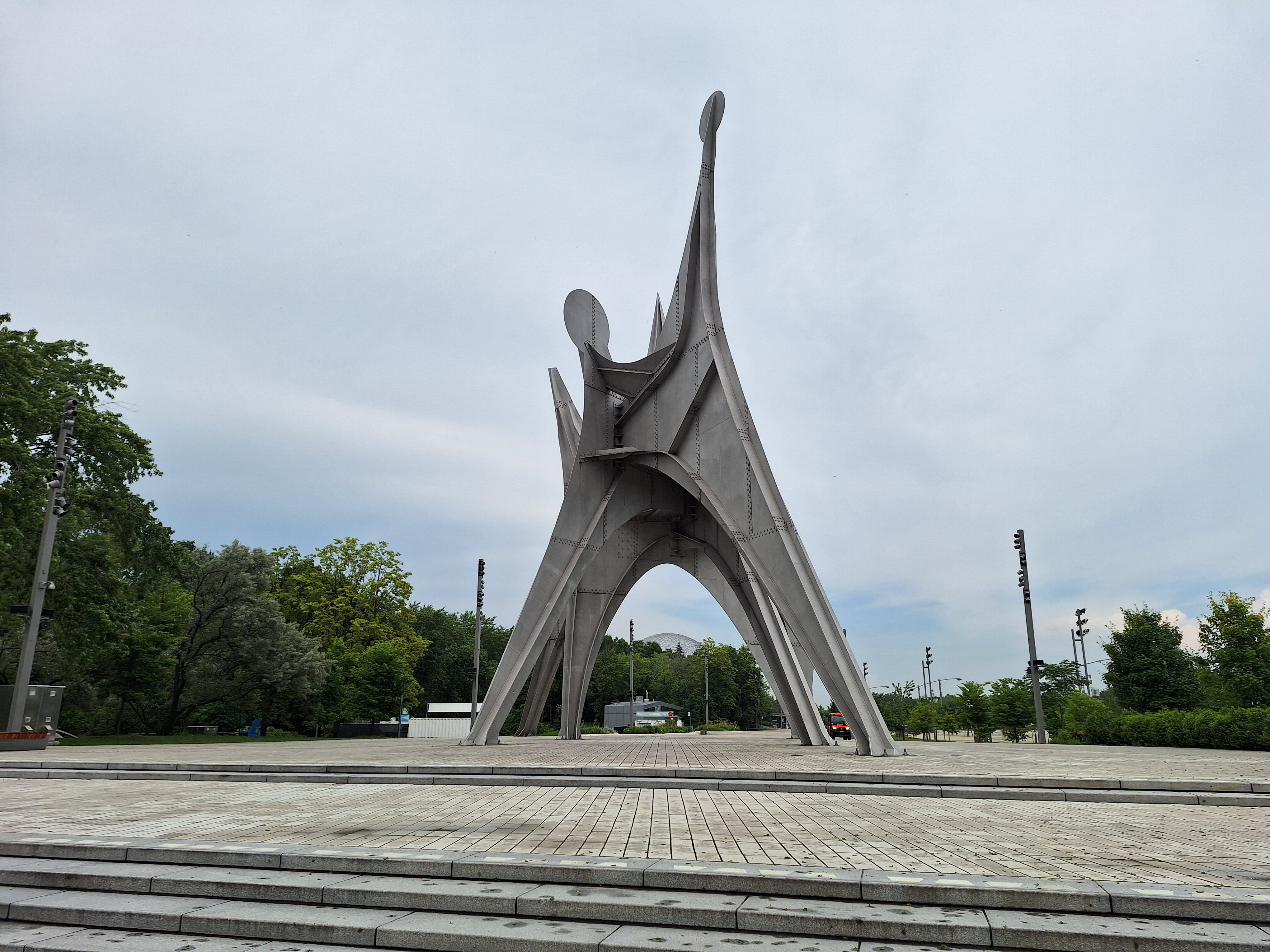
Autre angle de la sculpture. Été 2023

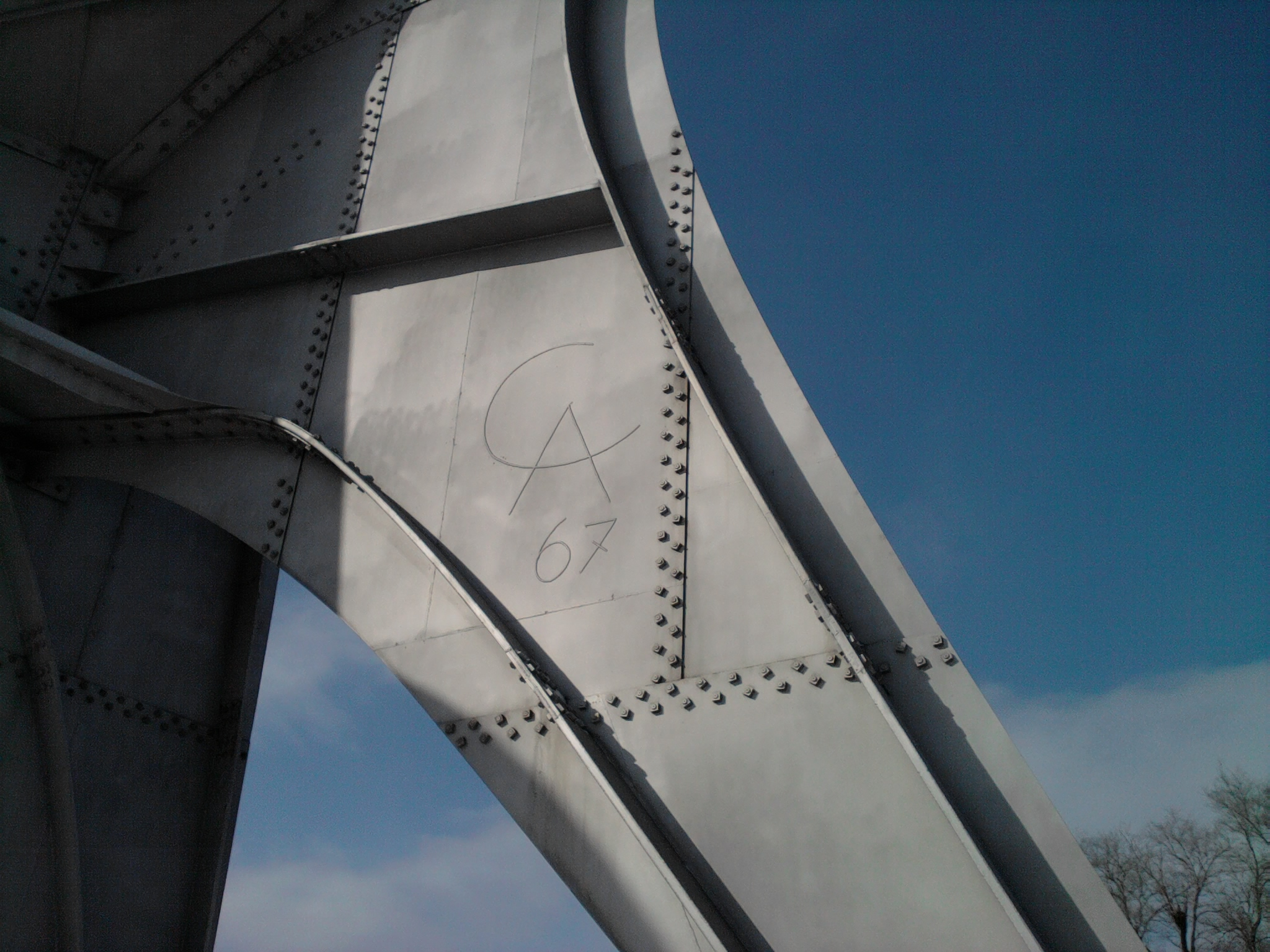
La signature d'Alexander Calder sur la sculpture
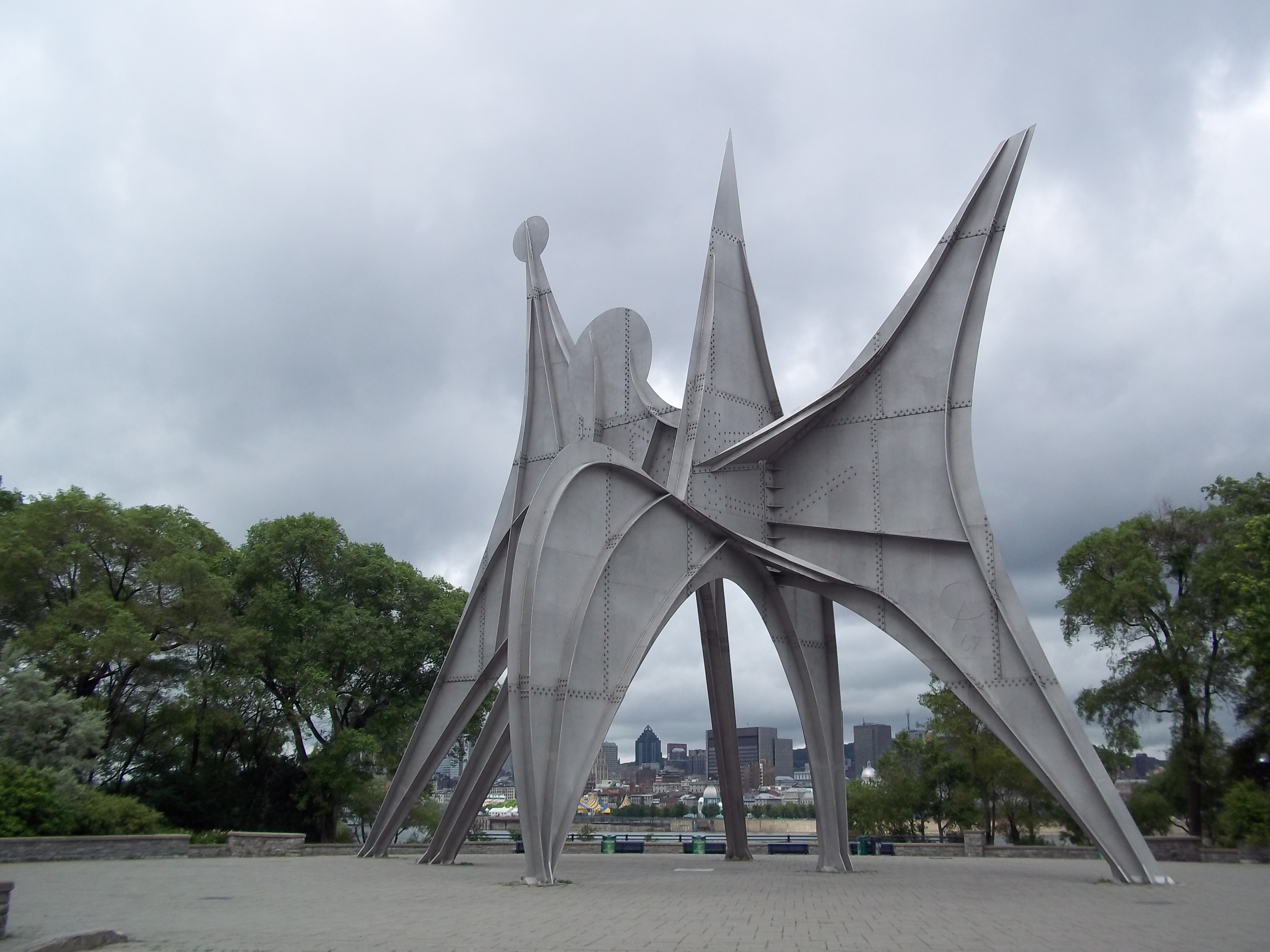
La sculpture et son environnement durant l'été
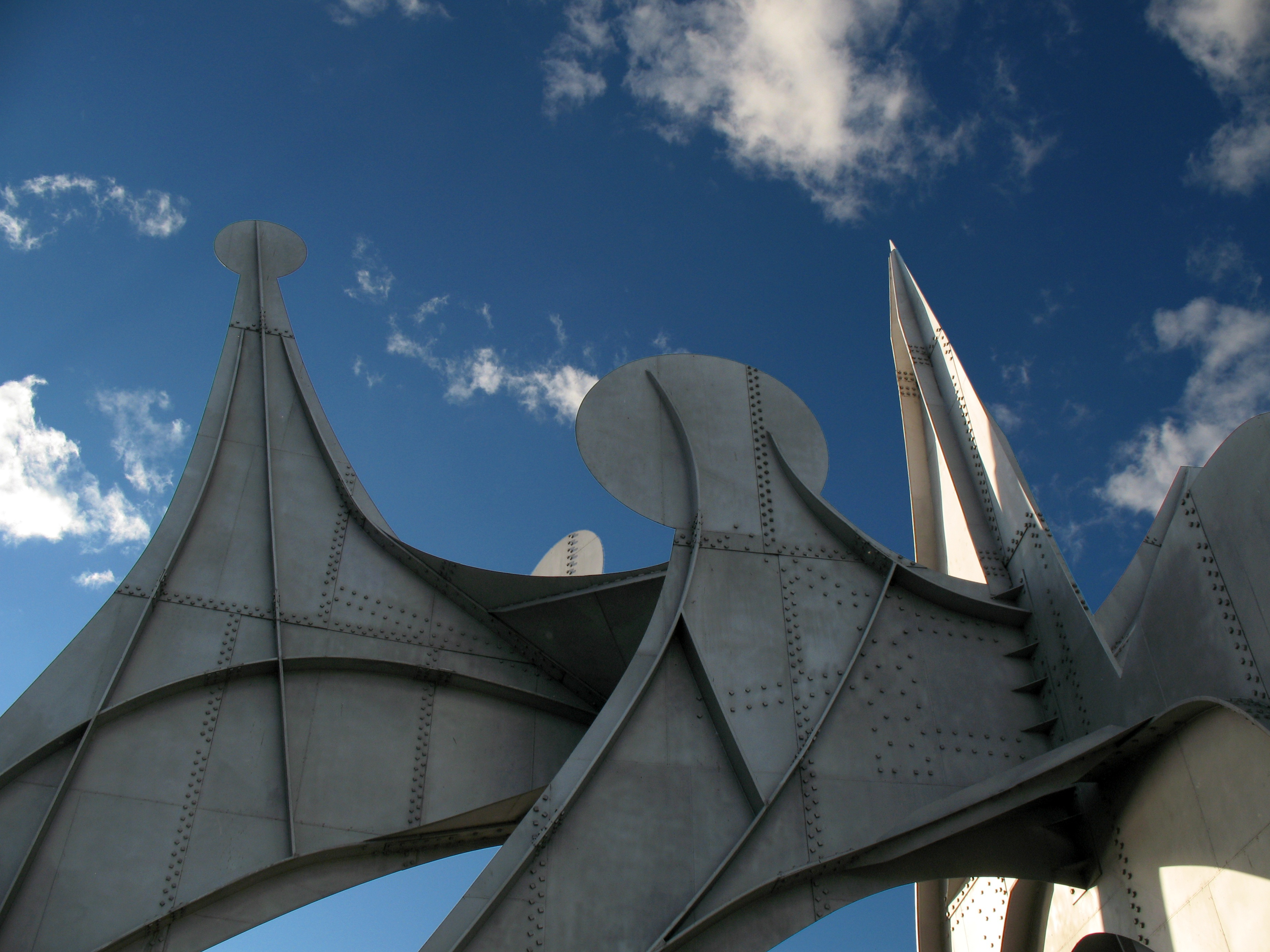
Détail de la sculpture